# Saint-Bihy
Saint-Bihy (bretonisch: Sant-Bic’hi) ist eine französische Gemeinde mit 261 Einwohnern (Stand: 1. Januar 2022) im Département Côtes-d’Armor in der Region Bretagne. Sie gehört administrativ zum Arrondissement Saint-Brieuc.
Umgeben wird Saint-Bihy von der Gemeinde Quintin im Nordosten, von La Harmoye im Westen und von Lanfains im Südwesten.

## Bevölkerungsentwicklung
| 1962 | 1968 | 1975 | 1982 | 1990 | 1999 | 2008 | 2012 |
| 183  | 158  | 160  | 173  | 198  | 201  | 176  | 222  |

## Sehenswürdigkeiten
Siehe: Liste der Monuments historiques in Saint-Bihy